# Форостенко, Олег Николаевич
Оле́г Никола́евич Форосте́нко (род. 24 июня 1942) — советский и российский актёр кино и озвучивания, актёр и режиссёр театра им. Вахтангова. Заслуженный артист России (1995).

## Биография
Окончил Театральное училище имени Б. Щукина, курс Шихматова Л. М. (1963).
После окончания института был принят в труппу Московского академического театра имени Евг. Вахтангова, где и работает по настоящее время.
В 1964 году был призван в ряды вооружённых сил, проходил службу в ЦТСА. Окончил Высшие режиссёрские курсы ГИТИСа в 1979 году и начал преподавательскую деятельность на кафедре мастерства актёра на курсе Е. Р. Симонова. Поставил несколько спектаклей в театре им. Е. Б. Вахтангова и в театрах других городов. Участвовал в радиопостановках.
С 1996 года — доцент кафедры сценической речи, занимается преподаванием.
С того же года принимает участие в озвучивании и дубляже фильмов и сериалов, компьютерных игр. Дублирует роли преимущественно комедийного характера. Озвучивал фильмы с Джимом Керри для НТВ («Маска», «Эйс Вентура»), множество французских комедий в переводе канала ТВЦ, а также голливудских фильмов, показанных на «Первом канале».
Есть дочь Екатерина Коновалова (р. 1969), театральный деятель. В 1994 году окончила театроведческий факультет ГИТИСа, с 1995 по 2001 год была ведущей телепрограммы «Театральный понедельник» на ТВ-6.

## Награды
- Орден Дружбы (10 сентября 2021 года) — за большой вклад в развитие отечественной культуры и искусства, многолетнюю плодотворную деятельность[11].
- Заслуженный артист Российской Федерации (5 августа 1995 года) — за заслуги в области искусства[12].

## Творчество

### Роли в театре
- «Железный» — ангел Михась
- «Дамы и гусары» — Капеллан, Гжегож, Рембо
- «Мещанин во дворянстве» — Ковьель
- «Старые знакомые»
- «Алексей Бережной»
- «Виринея» — Писарь
- «Иркутская история» — Денис
- «Антоний и Клеопатра» — 2-й гонец (телеспектакль снят в 1980 году)
- «Молодость театра» — Башкиров
- «Филумена Мартурано» — Микеле
- «Великая магия» — Джузеппе
- «Ричард III» (Театр имени Е. Б. Вахтангова) — Убийца (телеспектакль снят в 1982 году)
- «Маленькие трагедии» — Лепорелло
- «Дела давно минувших дней» — Гаврюшка
- «Степан Разин» — Фрол Минаев
- «13-й председатель» — Кудашев
- «Мистерия-Буфф» — Лев Толстой
- «Кабинетная история» — Брат инструктора
- «Государь ты наш, батюшка» — Макаров
- «Весёлые парни» — Бен
- «Будьте здоровы» — Месье Атропос
- «Принцесса Турандот» — Алтоум, Бригелла
- 2000 — «Отелло» — Брабанцио[13]
- 2006 — «Всюду деньги, деньги, деньги…» — Тит Титыч[14]
- 2017 — «Незримая коллекция» — Коллекционер[15]
- 2019 — «Дневник Анны Франк» — господин Франк[16]

### Режиссёрские работы
- «Женщины», по пьесе А. Шагиняна
- «Три возраста Казановы» (Театр им. Рубена Симонова)
- 1979 — «Тринадцатый председатель», по пьесе А. Абдуллина (совместно с В. Шалевичем, Е. Симоновым, В. Чириковым)[17][18]
- 1996 — «Принцесса Турандот» (восстановление спектакля)
- 2011 — «Прощальные гастроли», по пьесе Ю. Эдлиса[19][20][21]

### Фильмография
- 1964 — Пядь земли — Васин
- 1990 — Враг народа — Бухарин — Молотов

##### Телеспектакли
- 1969 — Фауст — Альтмайер
- 1973 — Иркутская история — Денис
- 1975 — Конармия

### Дубляж и закадровое озвучивание[2]

#### Фильмы и телесериалы
- Большая игра (2009) — конгрессмен Джордж Фергюс (Джефф Дэниелс)
- Знамение (2009) — директор Кларк (Дэвид Ленни)
- Перевозчик 3 (2008) — капитан (Пол Баррет)
- Зак и Мири снимают порно (2008) — мистер Сурия (Джерри Бедноб)
- Однажды в Вегасе (2008) — Ричард Бэнджер (Деннис Фарина)
- Тринадцать друзей Оушена (2007) — «Очень Неважная Персона» (Дэвид Пеймер)
- Престиж (2006) — Защитник (Кристофер Ним)
- Техасская резня бензопилой: Начало (2006) — управляющий на скотобойне (Тим Де Зарн)
- Башни-близнецы (2006)
- Отступники (2006) — собственник из Пакистана (Гардип Сингх)
- Развод по-американски (2006) — Говард Мейерс (Вернон Вон)
- Братья Гримм (2005) — генерал Делатомб (Джонатан Прайс)
- Превосходство Борна (2004) — Уорд Эббот (Брайан Кокс)
- Девушка из Джерси (2004) — Барт Тринки (Джордж Карлин)
- 11:14 (2003) — офицер Ханнаган (Кларк Грегг)[22]
- Клон (2001—2002) — часть мужских ролей (закадровый перевод ОРТ)
- Зеркало, зеркало 2 (телесериал) (1997) — все мужские роли (закадровый перевод НТВ)[источник не указан 20 дней]
- Зеркало, зеркало (телесериал) (1995) — все мужские роли (закадровый перевод НТВ)[источник не указан 20 дней]
- Маска (1994) — часть мужских ролей (закадровый перевод НТВ, 1996 г.)[23]
- Эйс Вентура: Розыск домашних животных (1994) — все мужские роли (закадровый перевод НТВ)[23]
- Рэмбо: Первая кровь (1982) — часть мужских ролей (закадровый перевод НТВ)
- Профессионал (1981) — часть мужских ролей (закадровый перевод НТВ)
- Игрушка (1976) — Франсуа Перрен (Пьер Ришар) (закадровый перевод ТВЦ)
- Приключения раввина Якова (1973) — Виктор Пивер (Луи де Фюнес) (закадровый перевод)
- Большие каникулы (1967) — половина мужских ролей (закадровый перевод НТВ+)

#### Мультфильмы и мультсериалы
- Симпсоны. 17 сезон (закадровый перевод) — все мужские роли

#### Игры
- 2003 — Ил-2 Штурмовик: Забытые сражения — Речевые сообщения[24]
- 2023 — Hogwarts Legacy — Гербольд Олливандер[25] (озвучка студии GamesVoice)

### Озвучивание мультфильмов
- 2015 — Необыкновенное путешествие Серафимы — помещик
- 2020 — Огонёк-Огниво — Боцман